# Niska
Niska (niem. Niesky, wym. [ˈniːski]ⓘ, górnołuż. Niska) – miasto w Niemczech, na Łużycach Górnych, we wschodniej części kraju związkowego Saksonia, w okręgu administracyjnym Drezno, w powiecie Görlitz, do 31 lipca 2008 stolica powiatu Niederschlesischer Oberlausitzkreis. Miasto liczy 9526 mieszkańców (2014), a jego powierzchnia wynosi 53,6 km².

## Podział administracyjny
- Kosel (Kózło)
- Ödernitz (Wódrjeńca)
- See (Jězor)
- Stannewisch (Stanojšćo)

## Historia
Miasto założone w 1742 r. przez imigrantów z Czech, członków wywodzącego się z husytyzmu ruchu religijnego braci morawskich, prześladowanego w katolickiej ojczyźnie. Nazwa Niesky jest zniemczeniem czeskiego słowa nízký (pol. niski). Do 1763 roku w granicach unijnego państwa polsko-saskiego. Od 1806 r. część Królestwa Saksonii, połączonego w latach 1807–1815 unią z Księstwem Warszawskim. Po kongresie wiedeńskim w 1815 r. znalazło się w granicach Prowincji Śląsk Królestwa Prus.
W połowie XIX wieku do szkoły w Niskiej uczęszczał późniejszy polski pastor ewangelicki Ernest Wilhelm Bursche.
W 1871 r. Niska została częścią zjednoczonych Niemiec. W latach 1919–1938 i 1941–1945 w granicach Prowincji Dolny Śląsk, a w latach 1938–1941 w granicach ponownie scalonej Prowincji Śląsk.
W trakcie II wojny światowej w miejscowości znajdowała się filia obozu koncentracyjnego Groß-Rosen.
W 1945 roku miejsce walk 2 Armii Wojska Polskiego (Bitwa o Niesky). Wieczorem dnia 17 kwietnia 1945 roku jednostki polskiego 1 Korpusu Pancernego i 9 Dywizji Piechoty podjęły nieudaną próbę zdobycia miasta. Następnego dnia miejscowość otoczono i około godziny 18 zdobyto. W tym samym dniu na południe od Niskiej zgrupowanie uderzeniowe niemieckiej Grupy Armii „Środek” zaatakowało lewe skrzydło 2 Armii WP. 20 kwietnia do walki wprowadzono dwa korpusy radzieckiej 52 Armii, które przejęły obronę od polskich wojsk. Niemcy, napotkawszy silną obronę, podjęli operacje zaczepne bardziej na zachód, w rejonie Budziszyna.
Po II wojnie światowej decyzją Radzieckiej Administracji Wojskowej w Niemczech Niska wraz z położoną na zachód od Nysy Łużyckiej częścią Prowincji Dolny Śląsk została przyłączona do Saksonii. W latach 1949–1990 w granicach NRD.

## Demografia
| Rok  | Ludność |
| ---- | ------- |
| 1825 | 576     |
| 1885 | 1303    |
| 1946 | 7436    |
| 1950 | 8309    |
| 1960 | 8456    |
| 1981 | 11 871  |
| 1984 | 12 359  |

| Rok  | Ludność |
| ---- | ------- |
| 1999 | 12 029  |
| 2002 | 11 432  |
| 2004 | 11 092  |
| 2005 | 10 981  |
| 2006 | 10 766  |
| 2007 | 10 557  |
| 2008 | 10 286  |

| Rok  | Ludność |
| ---- | ------- |
| 2009 | 10168   |
| 2011 | 9901    |
| 2012 | 9732    |
| 2013 | 9591    |
| 2014 | 9526    |

## Galeria

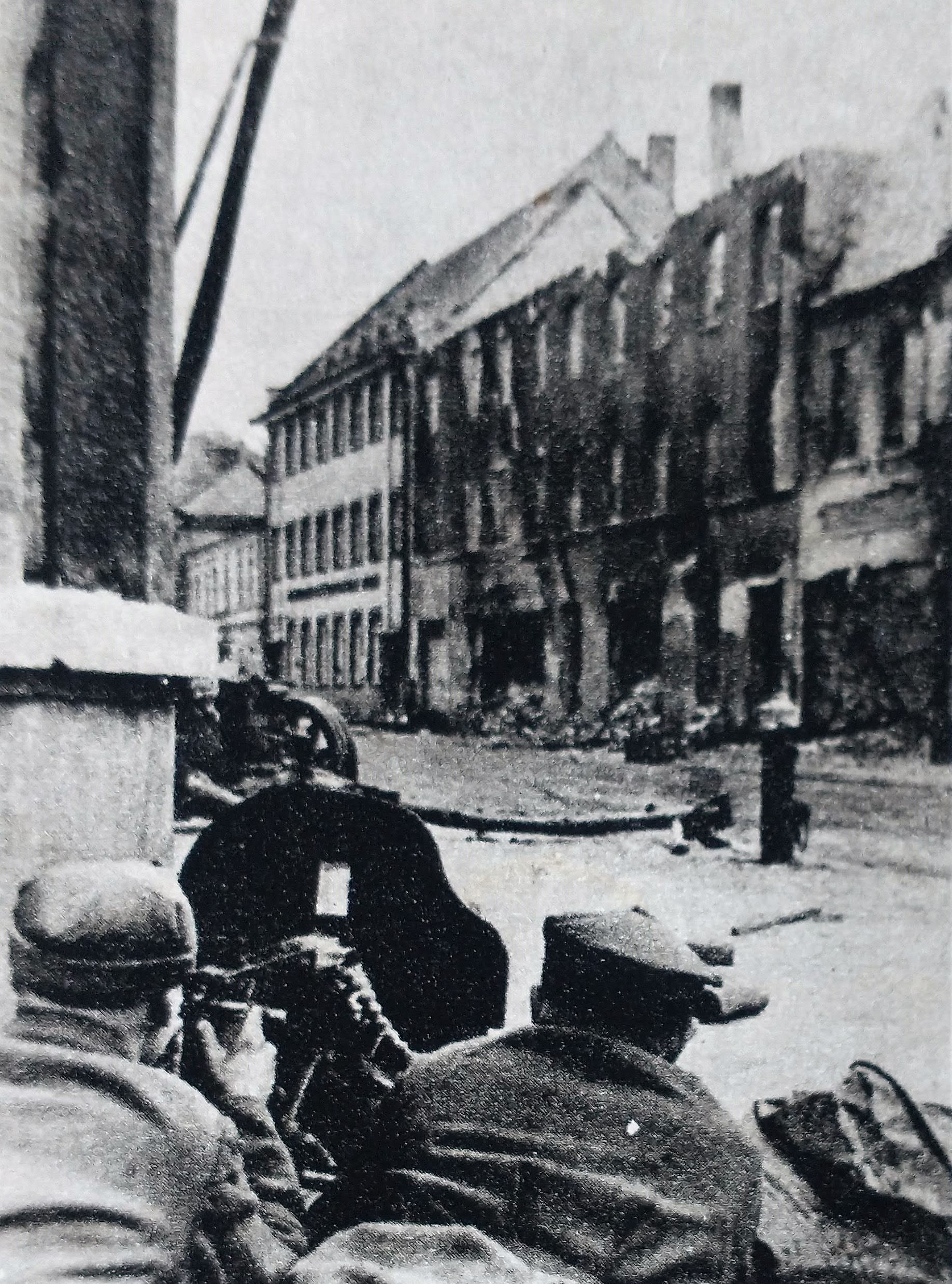
Walki w Niskiej
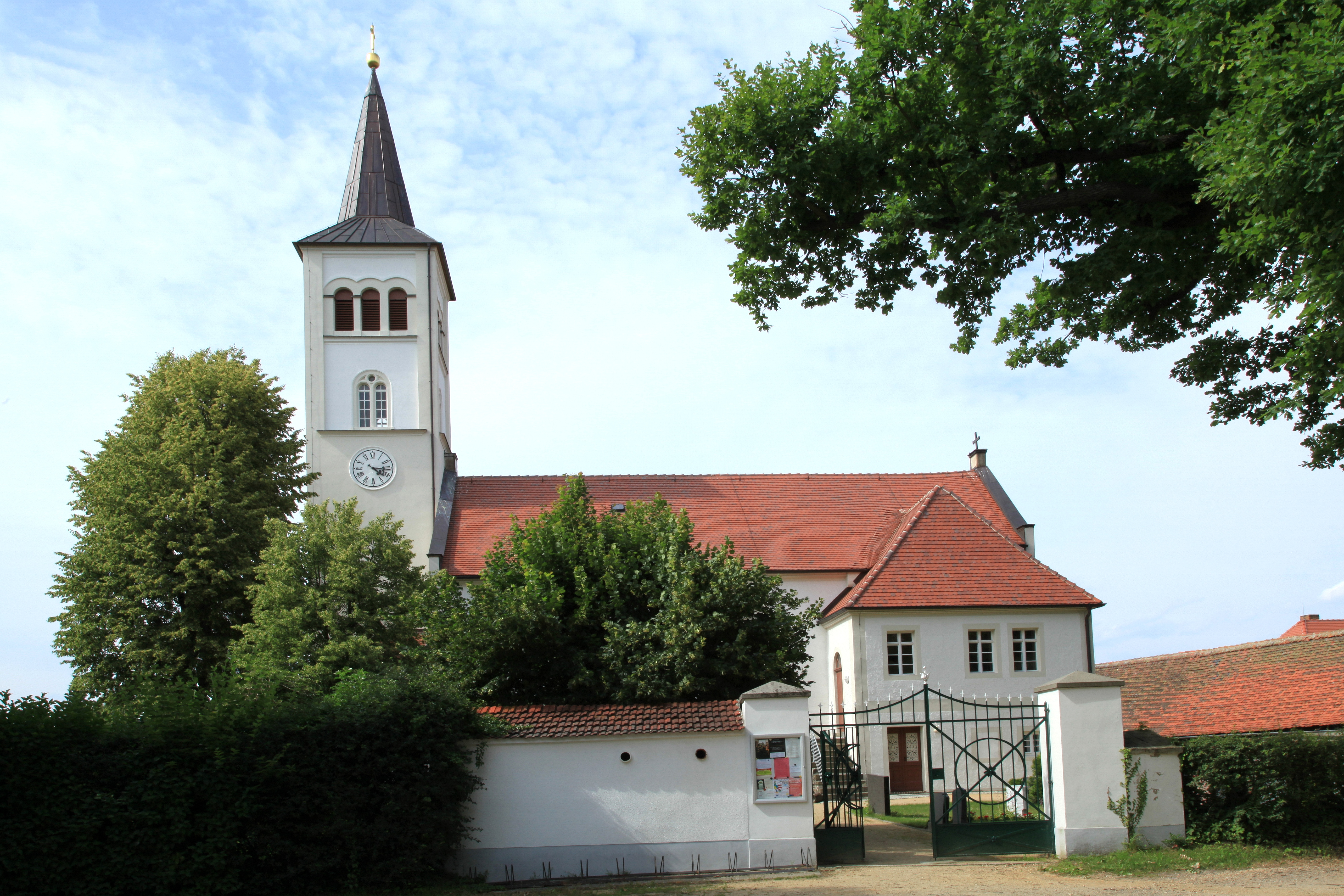
Kościół Trójcy Świętej
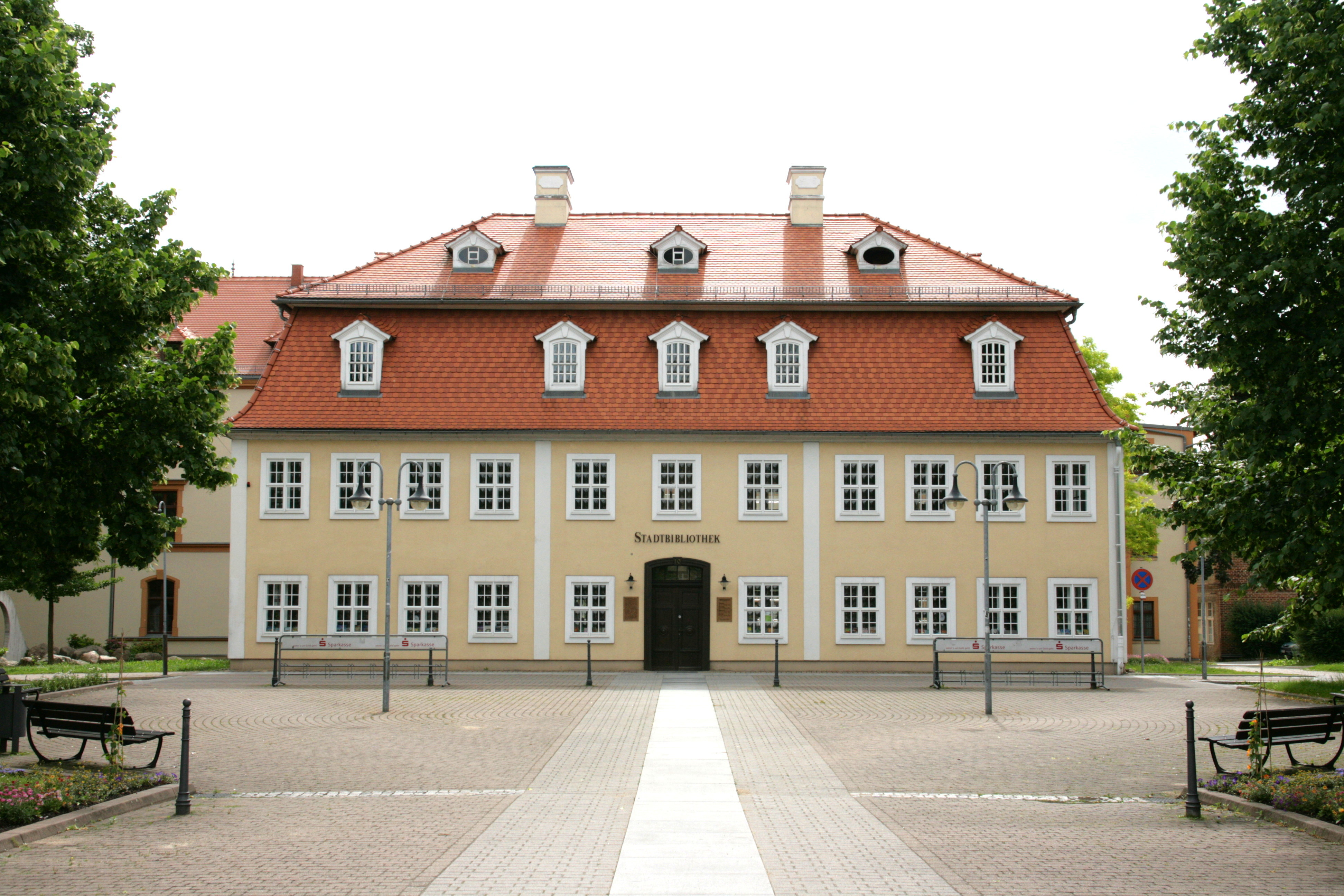
Biblioteka Miejska
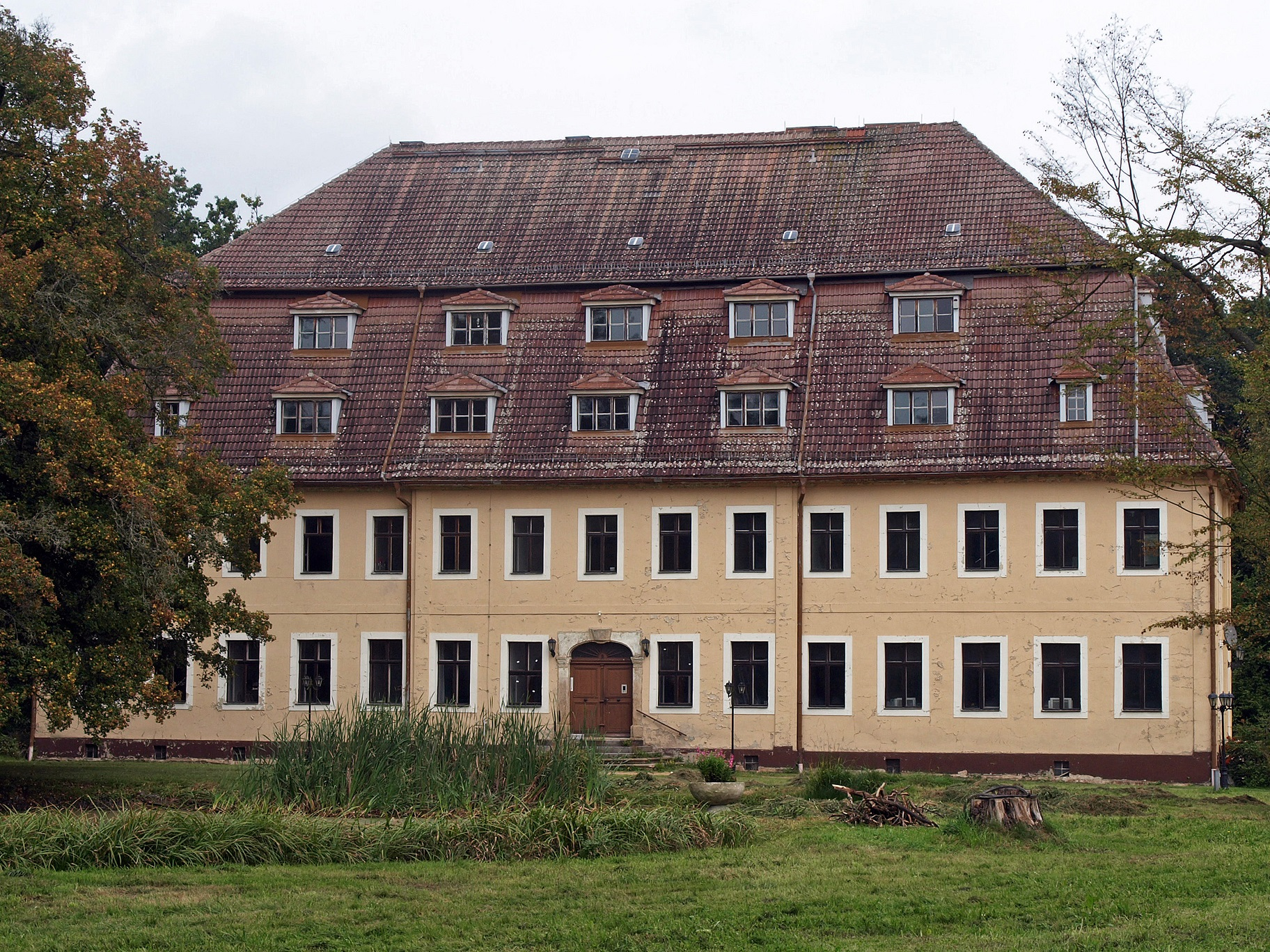
Pałac w See
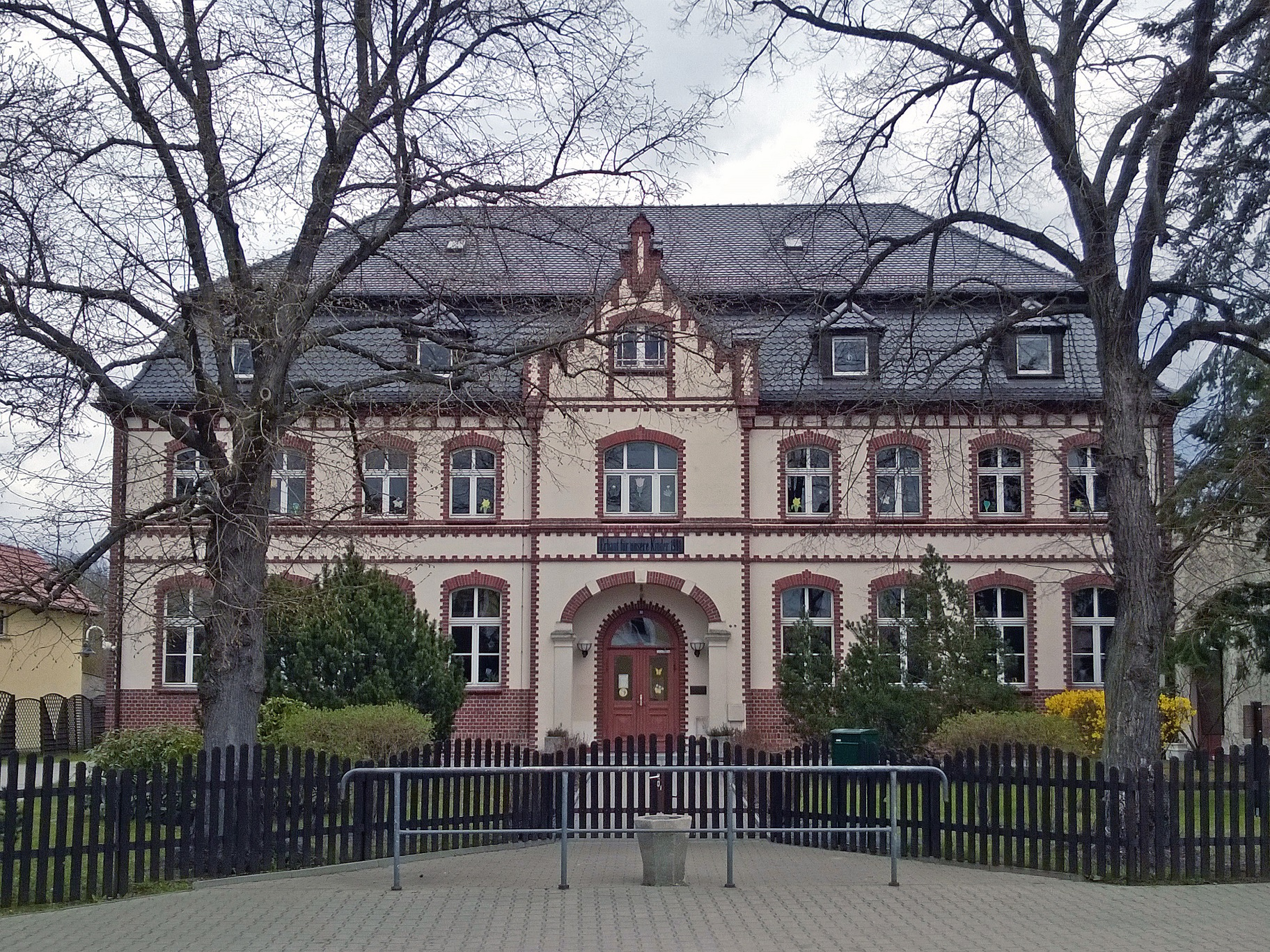
Szkoła w See
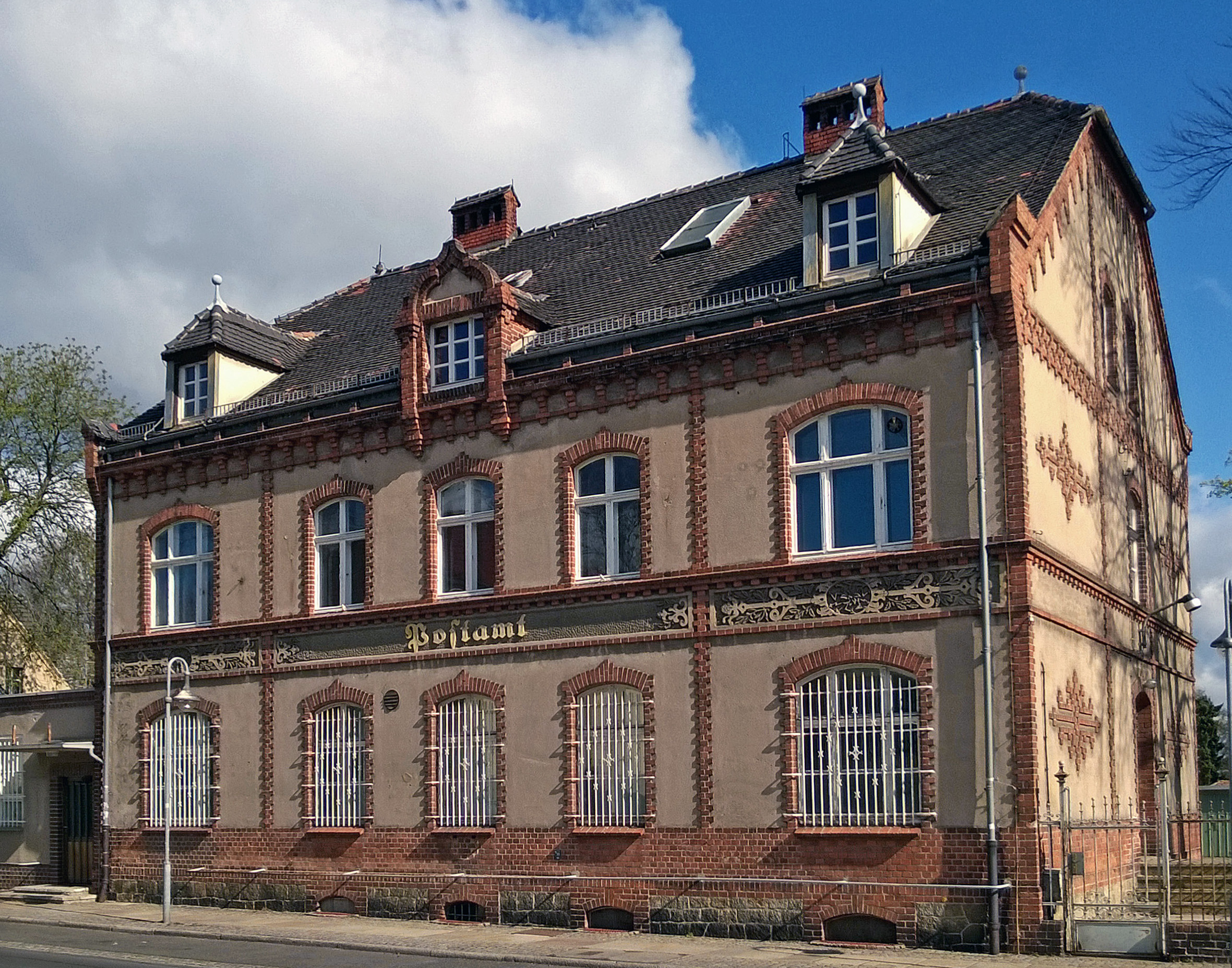
Gmach poczty
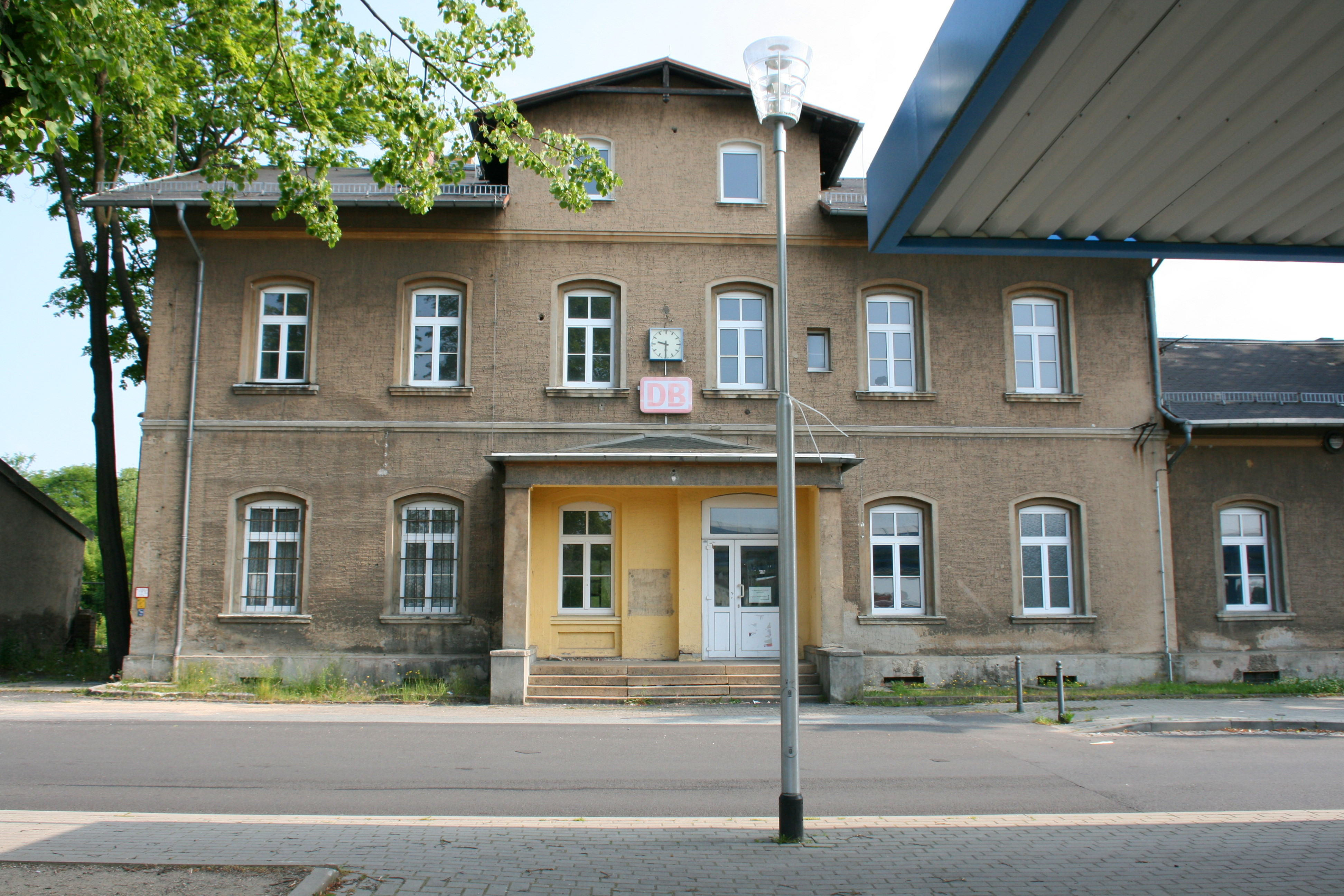
Dworzec kolejowy
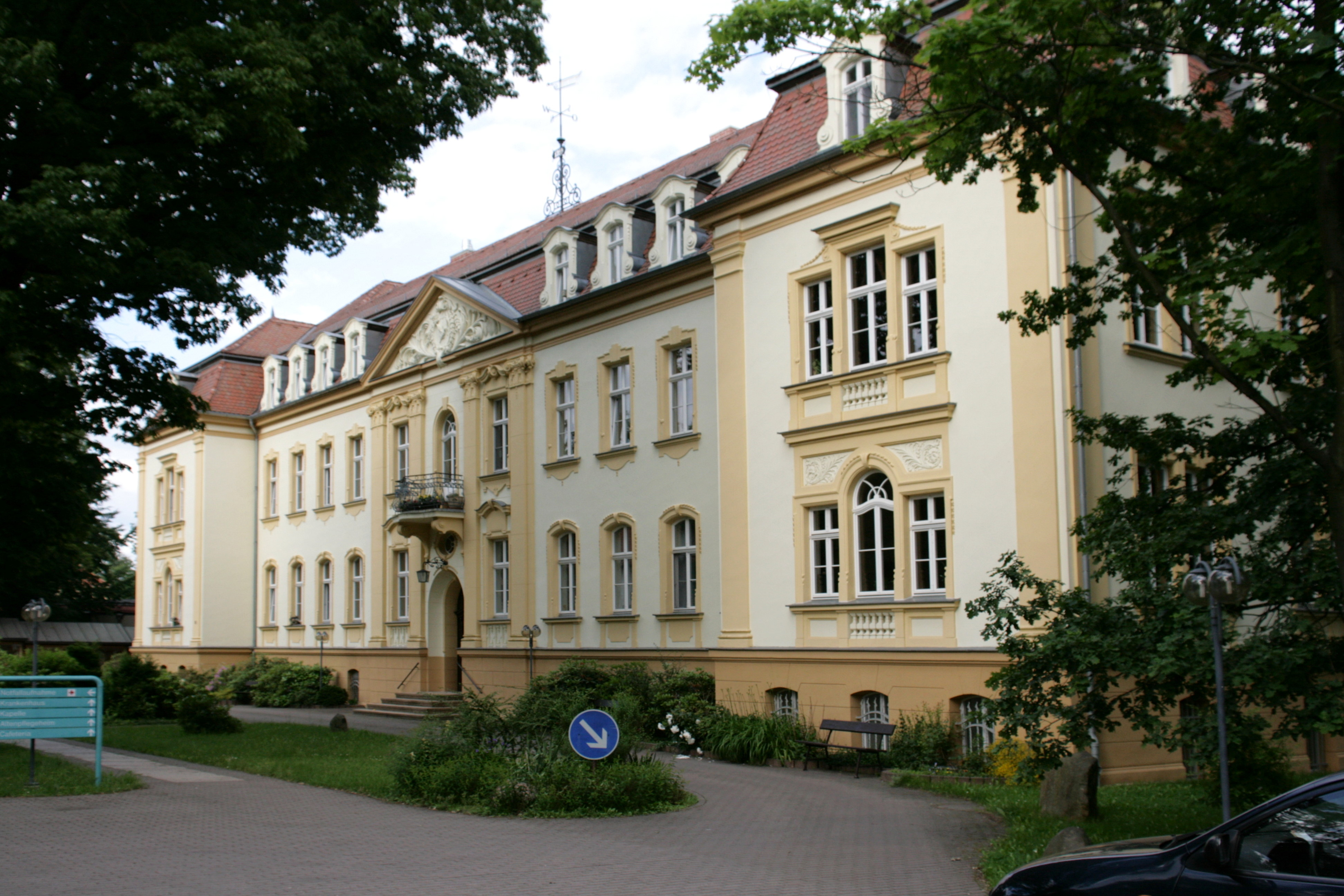
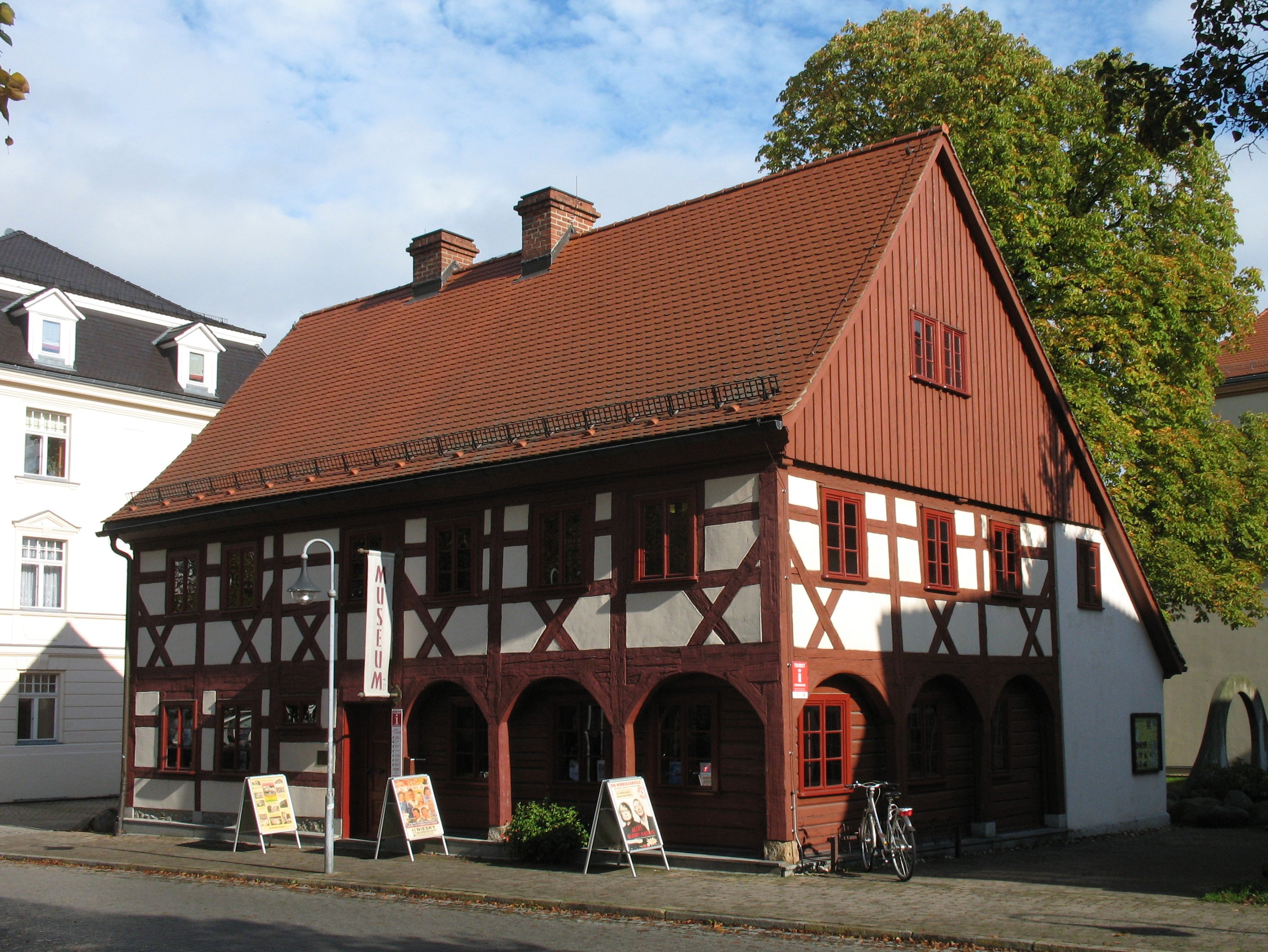
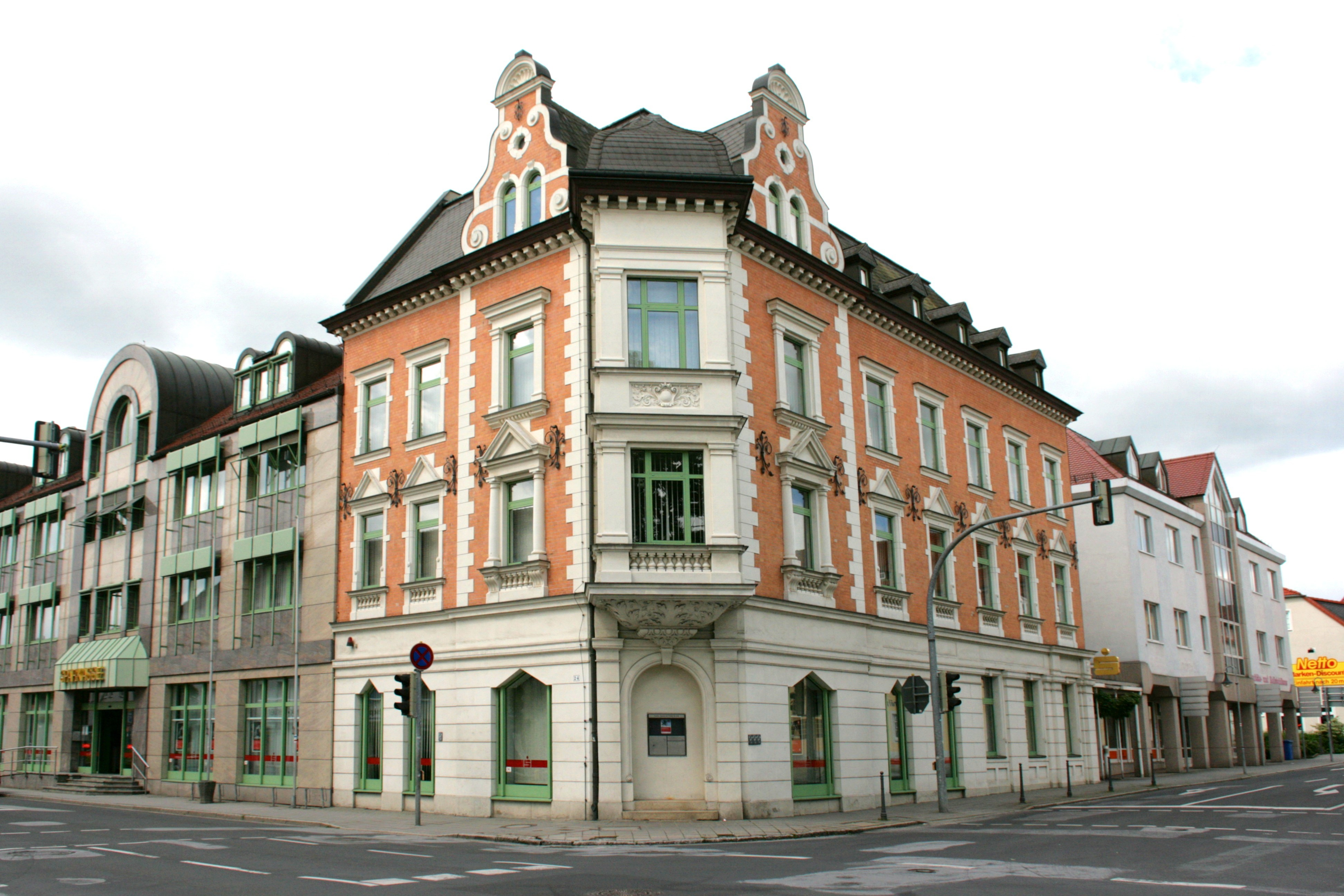

## Miasta partnerskie
- Albert, Francja
- Holzgerlingen, Badenia-Wirtembergia
- Jawor. Polska
- Oelde, Nadrenia Północna-Westfalia
- Turnov, Czechy